# Lois Capps
Lois Grimsrud Capps (Ladysmith, 10 gennaio 1938) è una politica statunitense, membro della Camera dei Rappresentanti per lo stato della California dal 1998 al 2017.

## Biografia
La Capps, figlia di un ministro Luterano, studiò come infermiera e si laureò a Yale. Durante gli studi conobbe Walter Capps, che sposò e dal quale ebbe tre figli: Laura, Todd e Lisa (morta nel 2000).
Nel 1996 Walter ottenne un seggio alla Camera dei Rappresentanti, ma venne colpito da un attacco di cuore solo nove mesi dopo. Alla sua morte si tennero delle elezioni speciali per determinare il suo successore, che si rivelò essere proprio la moglie Lois.
Nel 2003, a causa della ridefinizione dei distretti congressuali, la Capps abbandonò il ventiduesimo per passare al ventitreesimo ma fu comunque riconfermata in tutte le successive tornate elettorali. Nel 2016 annunciò il proprio ritiro al termine del mandato e lasciò il seggio nel gennaio del 2017, dopo quasi diciannove anni di servizio.
Durante la sua permanenza al Congresso la Capps si configurava come moderata: faceva infatti parte della New Democrat Coalition. Nel 2009 fu una forte oppositrice dell'emendamento Stupak, che vietava l'utilizzo di fondi federali per finanziare gli aborti.